# Буровий майстер
Буровий майстер (рос. мастер буровой; англ. senior toolpusher; нім. Bohrmeister m) — у буровій справі — відповідальний за повсякденне обслуговування конкретного бурового устаткування або його частини.
Старший майстер буровий, (рос. старший буровой мастер; англ. senior toolpusher; нім. Oberbohrmeister m) — керівник відділу буріння, відповідальний за повсякденне обслуговування всього бурового устаткування, за чітке виконання програми фірми-оператора.